# Džamija v Logu pod Mangartom
Džamija v Logu pod Mangartom je bila sunitska džamija in prva džamija, ki je bila zgrajena na področju Slovenije. Stala je v Logu pod Mangartom med leti 1916 in zgodnjimi 20. leti 20. stoletja. Tako je bila to edina džamija do leta 2013, ko je bila zgrajena mošeja v Ljubljani, čeprav je mošeja obstajala na Jesenicah že od leta 1989.

## Zgodovina
Džamijo so zgradili Bošnjaki pripadniki 4. bosansko-hercegovskega pehotnega polka Avstro-ogrske kopenske vojske, ki so bili poslani na soško fronto. Zaradi verskih potreb so, z dovoljenjem oblasti, novembra 1916 zgradili manjšo džamijo, ki je imela kupolsko streho in manjši štirikotni minaret. Večina zgradbe je bila iz klesanega kamna, medtem ko je bilo preddverje iz izrezljanega lesa. Objekt je obdajal kamniti zid in železna ograja s portalom.
V bližini džamije je bilo zasnovano vojaško pokopališče Log pod Mangartom, kjer so pokopavali padle avstro-ogrske vojake vseh veroizpovedi.
S koncem prve svetovne vojne so Bošnjaki zapustili Slovenijo in džamija je začela propadati. Italija, ki je to področje zasedla, je nato propadajoče poslopje porušila. Edini znani dokazi o obstoju mošeje je šest fotografij, ki so jih posneli domačini.